# Дипломатия Казахского ханства в XV—XVIII веках
В XV — начале XVIII века Казахское ханство было суверенным, независимым и самостоятельным государством и выступало на международно-правовом поле как признанный другими государствами полноправный международный субъект. Это подтверждается сведениями источников о его дипломатических отношениях с государствами на Западе, на Севере, Востоке и Юге.
В этот период активизировались торговые потоки через территорию Казахстана, связывавшие Европу, Китай, Индию, Афганистан и Среднюю Азию по Великому Шёлковому пути; здесь проезжали паломники, проходили военные отряды. Торговля велась как морским путем через Каспийское море между Астраханью и Мангышлаком, так и сухопутным — через северное побережье Каспийского моря, Бухару и Хиву. Наиболее оживленным маршрутом из Китая на Запад был транзитный путь через Семиречье и Южный Казахстан.
Основным содержанием внешней политики казахских ханов было расширение, сохранение и возврат территорий Казахского ханства, установление стратегического контроля над торговыми путями и центрами развития торговли, а также обеспечение военной, социальной, продовольственной безопасности на собственной территории, урегулирование военных конфликтов с соседними государствами, прогнозирование и предотвращение внешних угроз, создание эффективных союзов с иностранными государствами.

## Особенности степной дипломатии
Для каждого периода истории Казахского ханства, начиная с XV по XVIII вв., можно выделить целый ряд крупных государственных деятелей, внесших огромный вклад в развитие международных дипломатических и торгово-экономических отношений с зарубежными странами. Дипломатическая практика в тот период развивалась согласно тем нуждам, которые тогда присутствовали.
Начало активной внешней политике правителей Казахского ханства положено при Касым-хане. Каждый из правителей, начиная с Керея и Жанибека, «завоевывал территории» и «делал их границами». Не исключено, что сама концепция «страны от и до» унаследована казахами от традиции монголов.
В ставках казахских ханов имелись канцелярии, из которых исходили документы, дипломатического и социально-экономического характера.

## Исторические источники
Источники по истории дипломатических отношений казахских правителей представляют собой довольно значительный и многообразных материал.
1. Среди них на первом месте — письменные восточные источники, основное содержание которых составляют описания военных походов, внешнеполитические интересы государств. Таковы, например, «Тарих-и аламара-йи Аббаси» Хафиза Таныша, «Имамкули-хан-наме» Сухайла и др. В них встречаются тексты договоров, заключавшихся ханами, правителями государств.
2. Особую категорию источников составляют архивные материалы: посольские книги, архивы внешней политики, исторические акты, официальная переписка. Они насыщены статистическими данными, имеют тенденции к систематизации событий и явлений, содержат отправные хронологические моменты.
3. Рукописные памятники в виде миниатюр, или картин известных художников того времени, также дают сведения по истории межгосударственных отношений. Это миниатюры с изображением приема посольств, принесения дани, даров и т. д.
4. Определённую информацию несут в себе ханские грамоты, ярлыки, печати, монеты с титулатурой.

## Инструменты
Казахская дипломатия опиралась на формы и методы из богатого арсенала своих предшественников — древних тюрков и золотоордынцев.
С именем правителя Касым-хана связано принятие свода законов «Праведный путь Касым-хана», в котором имелся специальный раздел о посольском обычае, где оговаривались нормы и этикет международных сношений.
Обмен посольствами между Казахстаном и другими иностранными государствами был, в большинстве случаев, формой внешнеторговых сношений.
Процветающее в тот период истории казахское скотоводческое хозяйство позволяло в изобилии приобретать китайские шелка и другие изделия.
По мере усложнения характера международных связей правителями Казахского ханства использовались различные формы и методы дипломатической практики исходя из обстановки решаемых задач, которые включали в себя переговорные процессы по заключению мирных и торговых договоров, междинастийных браков, поиск и нахождение союзников, принесение даров к иностранным дворам, вручение верительных грамот, обмен посланиями.
В период внешних военных агрессий иностранных государств на территорию Казахского ханства, во внешней политике доминировали силовые способы решения межгосударственных противоречий, дополнявшиеся временами дипломатическими мерами обретения союзников, переговорами по заключению мира.

## Дипломатические акты-договоры
Успехи внешней политики Казахского ханства, казахские правители стремились закрепить с помощью дипломатических актов-договоров. Заключению договора предшествовали переговоры, во время которых согласовывался текст документа. Документы регулировали отношения между партнерами, включая определённые гарантии, и имели силу только при наличии свидетелей, благодаря чему они и обретали правовой характер.
Во многих соглашениях термин «союз» сочетался со словом «клятва».
Подписание договора часто сопровождалось и закреплялось заключением династических браков, служивших целям государственной политики и укреплению дружественных связей.

## Дипломаты Казахского ханства
Послы, выполнявшие поручения своих правителей были высоко образованными представителями общества. Казахских послов того периода отличали владение искусством дипломатического общения. В официальных документах того периода отмечается, что послы были красноречивы и точны в ответах, с детства обучены грамоте, арабскому, чагатайскому и персидским языкам.
Посланцы казахских ханов называли «илчи». Они были доверенными лицами степных правителей. Им поручали передавать сообщения или распоряжения, в письменном или в устном виде, соседним правителям, наместникам, с которыми Казахское ханство поддерживало дружественные отношения.
Как свидетельствуют архивные источники, каждый посланец должен был знать страну, в которую его направляли, её обычаи, культуру, систему транспортных путей. Он также владел языком страны пребывания либо его сопровождал переводчик.
Статус посла был высок и формально он пользовался неприкосновенностью, однако нередко это нарушалось. Особенно такие случаи стали часто происходить с казахскими послами уже к последнему периоду существования единого Казахского ханства. «С каких это пор было, посланца (илчи) задерживали как разбойника (каракчи). А сейчас это в порядке вещей» — негодовал в 1693 году Тауке-хан в своем послании к русскому воеводе.

## Иностранные диппредставительства в Казахском ханстве
В исторических источниках имеется интересная информация о содержании иностранных послов в казахском государстве. Записи русского посла В.Кобякова в Казахском ханстве от 1696 года свидетельствуют о содержании иностранных послов в Казахском ханстве за счет принимающей стороны.
Для обеспечения безопасности послов при перемещениях им выдавались специальные грамоты — ярлыки. Данный протокол в казахских землях сохранялся со времен Чингиз-хана.

## Международные отношения Казахского ханства с иностранными государствами

### Внешние отношения с Русским государством
Основной целью дипломатических контактов правителей Казахского ханства с Русским государством были установления и развитие добрососедских отношений. Перед дипломатическими комиссиями ставились конкретные, практические задачи, в основном направленные на развитие торговли или создание военных союзов.
Факт существования дипломатических связей Казахского ханства и Московского (русского) государства примечателен тем, что это свидетельство о равноправном партнерстве двух государств — казахском и русском. В русских исторических источниках того времени, в отношении казахских дипломатов используется термин «посол».
Известно, что царский двор и посольская служба очень внимательно следили за уровнем дипломатических переговоров. К примеру, в 1532 году ими было отказано в установлении равноправных дипломатических отношений послам Захир-ад-Дина Бабура, основателя империи Великих Моголов в Индии. Отказ был мотивирован сомнением Москвы в легитимности правления Бабура в Индии.
Российский исследователь, специалист по истории средневекового права Р. Ю. Почекаев отмечает, что грамоты (шертные грамоты — шарт-нама), которыми обменивались в XVI—XVII веках правители казахского и русского государств, имели статус актов международно-правового характера, заключавшиеся между самостоятельными субъектами международного права, обладавшими свободой волеизъявления.

### Внешние отношения с Китаем
Между Казахским ханством и Китаем были не только торгово-экономические связи, но и очень тесные дипломатические отношения.
В развитии казахско-китайских отношений важную роль играли послы, посланники.[какие?] Регулярный обмен послами и посланиями дипломатического характера, периодические встречи между правителями[какими?][когда?] свидетельствуют о нормальных межгосударственных взаимоотношениях между странами.
Бурно развивалась взаимная торговля по принципу «шёлк в обмен на коня». Популярностью пользовались ярмарки под названием «шёлк в обмен на коней» в Урумчи, Кульдже и Тарбагатае.
Согласно отдельным китайским архивным записям XVIII века,[каким?] казахский народ был зажиточным. Богатые семьи имели по 10 тыс. лошадей и ещё большее количество овец. Источники свидетельствуют, что даже бедные семьи казахов имели по несколько сотен лошадей и коров, и несколько тысяч овец.
В найденных документах 1755—1762 гг.,[каких?] выявлены подробные сведения: о мощных торговых взаимоотношениях между Казахским ханством и Цинской империей; о роли казахских правителей как Абылай-хан, Абильфеиз, Кабанбай и императора Цяньлуна и его сановников в торговле, доставке необходимых товаров. Особо отмечается доверительный тон в переписке Абылай-хана и Цинского императора.

### Внешние отношения с империей Великих Моголов в Индии
В XVI в. существовали контакты Средней Азии с империей Великих Моголов на Севере Индии. С начала XVI в. купцы из Индии стали распространять торговлю на север: в Афганистан, Иран, Среднюю Азию и Казахстан.
Среди товаров, провозившихся по направлениям караванного пути, отмечаются лошади. Значительное количество лошадей пригонялось в Индию из Бухары, особенно ценились лошади казахской породы. Существуют документальные свидетельства о том, что казахские купцы перегоняли в Индию до 40 тыс. лошадей в год.
Согласно гипотезе ряда историков, одной из целей дипломатических контактов Казахского ханства и империи Великих Моголов, могло быть стремление достичь согласованности действий против общего противника — узбекских правителей Средней Азии.

### Внешние отношения с Сефевидским (Кызылбашским) государством
Сефевидское государство существовало в период с 1501 г. по 1722 г., на территории Ирана и Южного Кавказа. Обнаружены архивные данные, свидетельствующие о длительных дипломатических контактах Казахского ханства и Сефевидского государства во второй половине XVII века.
В частности, особенно тесными были связи Тауке-хана с такими Сефевидскими шахами как Аббас-шах ІІ (1641—1666), Сефи ІІ Сулейман (1666—1694) и, возможно, Султан Хусейн (1694—1722).

### Внешние отношения с Османской империей
Принимая в конце XVII века в Туркестане русских послов Ф.Скибина и М. Трошина, Тауке-хан говорил: «Турской де салтан или кизылбашский шах чем его, Тевки хана, выше? Таковы ж, что и он». Эти слова указывают на то, что Тауке-хану поступала информация об Османской империи.
В архиве Османской империи сохранилось письмо казахского хана (имя в тексте отсутствует, по мнению ученых им вероятно был Кайып-хан) к турецкому султану Ахмеду III, которое датируется после 1711 г. В нём казахский правитель предлагает создать военный союз против Москвы.

### Внешние отношения с Могульским государством
В письменных источниках имеется информация об обмене посольствами между Казахским ханством и Могульским государством, существовавшем в Восточном Туркестане в XVI—XVII вв. Так, например, в сочинении «Тарих» Шах-Махмуд Чураса сообщается о приезде Йунус-ходжи, посла правителя Казахского ханства Жангира (Жахангира), к могульскому хану Абдаллаху. Вместе с Йунусом-ходжой приехал сын казахского хана султан Тауке. В Казахское ханство, согласно данному историческому документу, отправлено ответное могульское посольство во главе с Кочкар-беком. Ещё одно казахское посольство в Могульское государство возглавлял Апак-султан, другой сын Жангир-хана. По мнению ученых, целью данных посольств было создание казахско-могульского союза, направленного против узбеков и калмаков (ойратов).

### Внешние отношения с государствомАлтан-ханов
Казахское ханство имело дипломатические отношения с государством Алтын-ханов, созданным в Западной Монголии халха-монголами. Об этом свидетельствуют материалы российских архивных документов. В 1616 году русские послы атаман В. Тюменец и десятник И. Петров сообщали в своей грамоте в Москву, что застали у халха-монголов казахских послов.
По мнению историков и очевидцев того времени, основная цель казахско-халхских контактов заключалась в согласовании совместных действий против калмыков. Об этом свидетельствуют обнаруженные в российских архивах записи, донесения и другие дипломатические документы.

### Внешние отношения с узбекскими ханствами
Взаимоотношения Казахского ханства с узбекскими ханствами были разнообразны. Периоды военных столкновений, взаимные набеги сменялись периодами добрососедских отношений, во время которых развивалась караванная торговля. В источниках XVI—XVIII веков имеются данные о дипломатических переговорах между казахскими и узбекскими ханами.

### Внешние отношения с Крымским ханством
В российских архивных документах, содержатся сведения, позволяющие ученым утверждать о существовании дипломатических отношений казахских ханов с Крымским ханством. Летом 1523 года крымский правитель Саадет-Гирей писал великому московскому князю Василию III Ивановичу: «И как салтан Сюлейман шаг — таков у меня брат есть. Также и асстороканской Усеин царь то мне брат же. А и в Казани Саип Гирей царь и то мне родной брат. И с ыную сторону казатской царь то мне брат же….».
Поход казахских войск под руководством Хак-Назара 1569 года на ногайцев и Астрахань русский посол в Ногайской Орде С.Мальцев рассматривал как кампанию, согласованную казахами с крымским ханом. В своей грамоте в Москву он писал: «Казатцкие Орды Акназар царь да Шигай царевич да Челым царевич со многими царевичи по крымского царя думе безвестно на нас приел».
Чтобы внести в казахско-крымские отношения разлад ногайский мирза Тинехмат (Дин-Ахмед) писал крымскому хану, что Хакк-Назар (Акназар, Окназар) намерен после захвата Ногайской Орды напасть и на Крым — «Да хочет деи и на Крым приходити».

### Внешние отношения с другими государствами
Казахское ханство имело дипломатические отношения с Ногайской Ордой и Сибирским ханством.